# 方文培
方文培（1899年—1983年），字植夫，男，四川忠县人，中国植物分类学家，曾任四川大学教授，兼任中国科学院植物研究所研究员。